# اندی اسمیت (بازیکن فوتبال، زاده ۱۸۹۰)
اندی اسمیت (انگلیسی: Andy Smith؛ آوریل ۱۸۹۰ – آوریل ۱۹۶۸ (۷۷−۷۸ سال)) بازیکن فوتبال اهل بریتانیا بود.
از باشگاه‌هایی که در آن بازی کرده‌است می‌توان به باشگاه فوتبال استوک سیتی، باشگاه فوتبال وست برومویچ آلبیون، باشگاه فوتبال بیرمنگام سیتی، و باشگاه فوتبال ای‌اف‌سی بورنموث اشاره کرد.